# Guldgult metallfly
Guldgult metallfly (Polychrysia moneta) är en fjärilsart som beskrevs av Fabricius 1787. Guldgult metallfly ingår i släktet Polychrysia och familjen nattflyn. Arten är reproducerande i Sverige. Inga underarter finns listade i Catalogue of Life.

## Bildgalleri

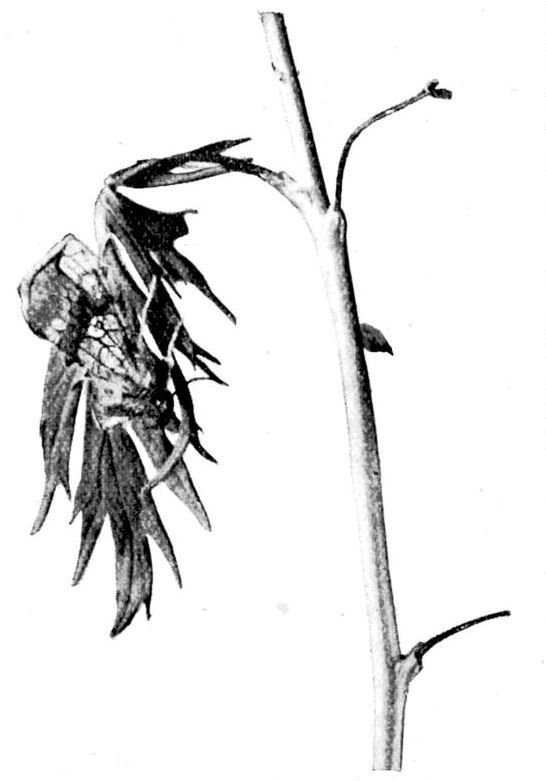
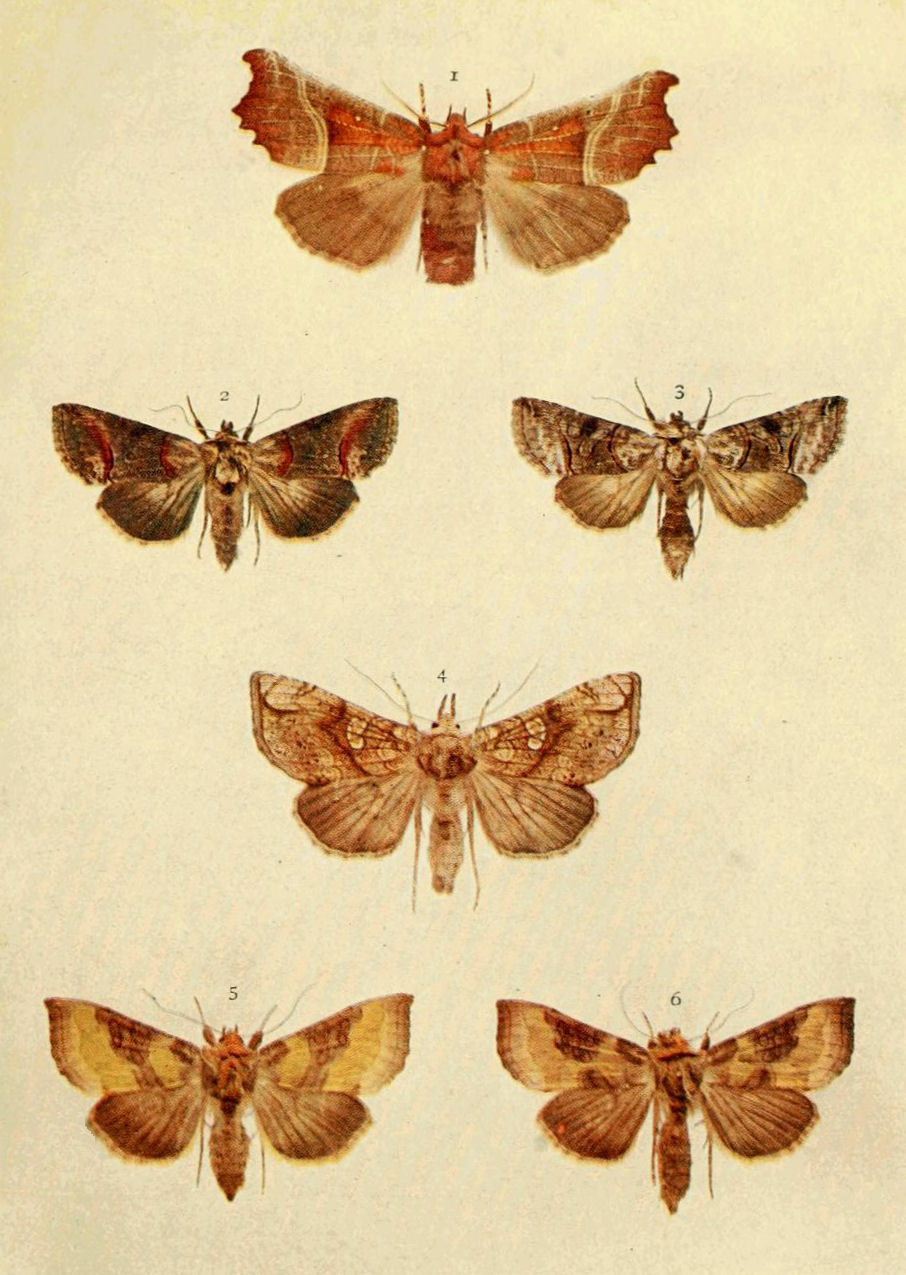
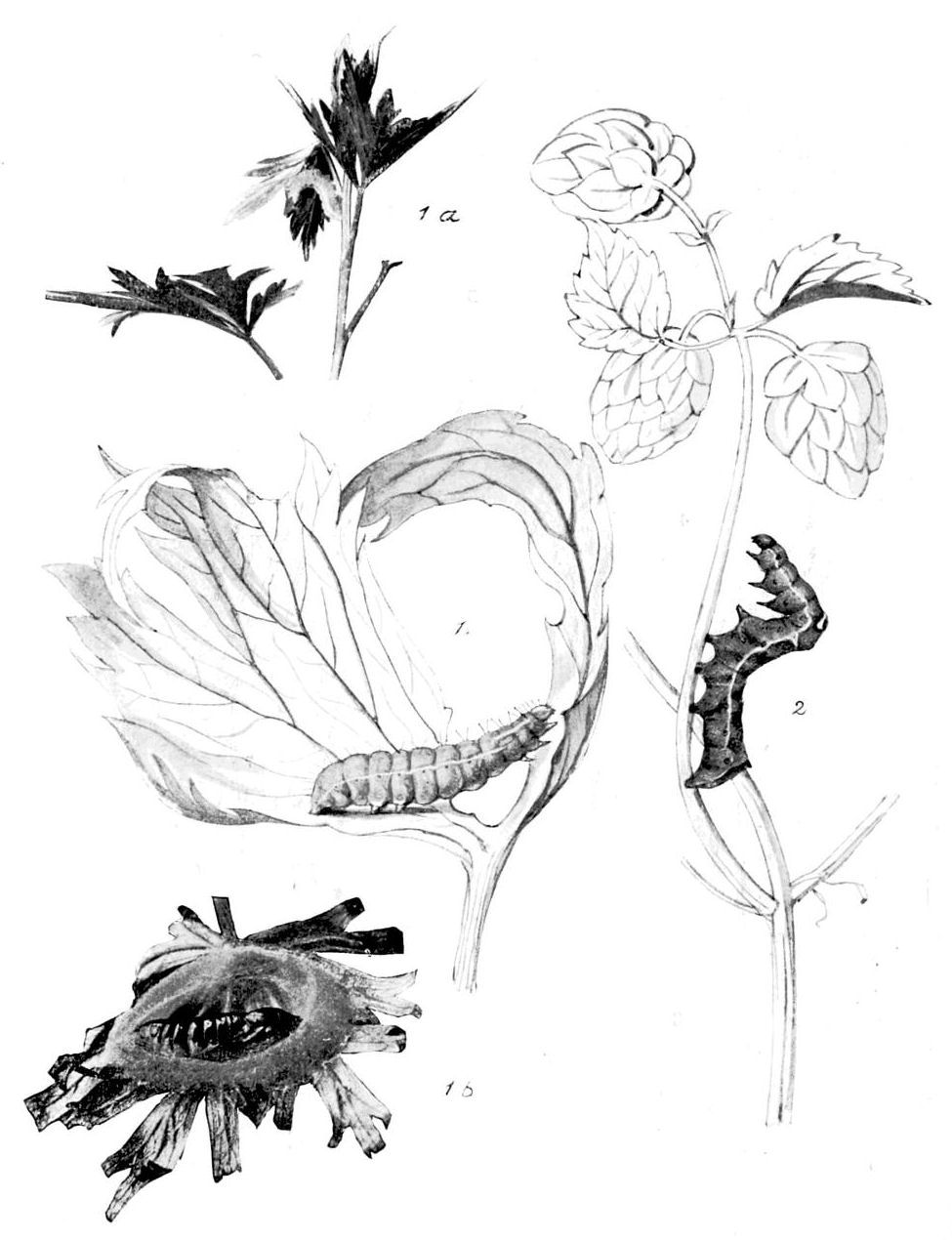
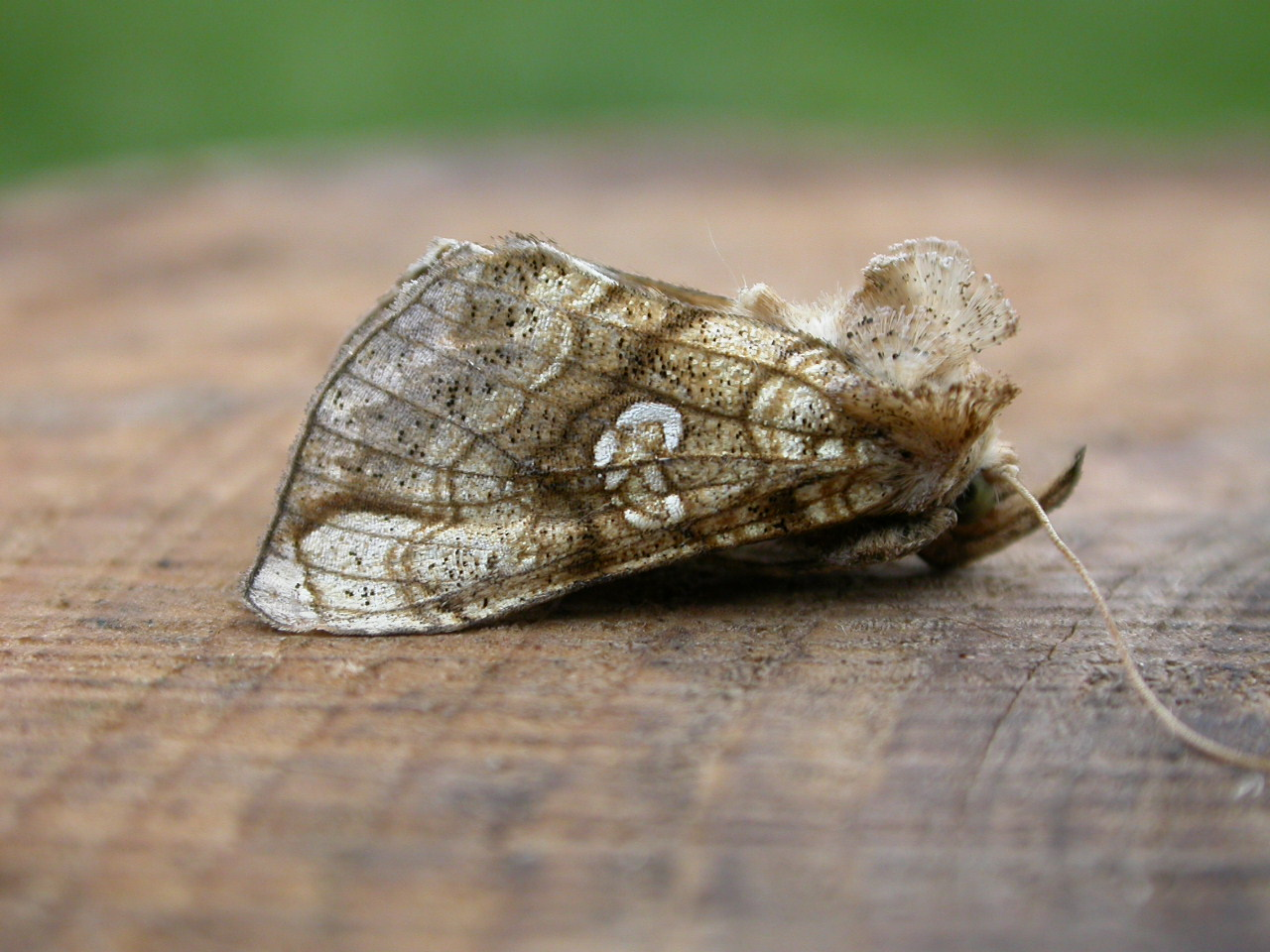
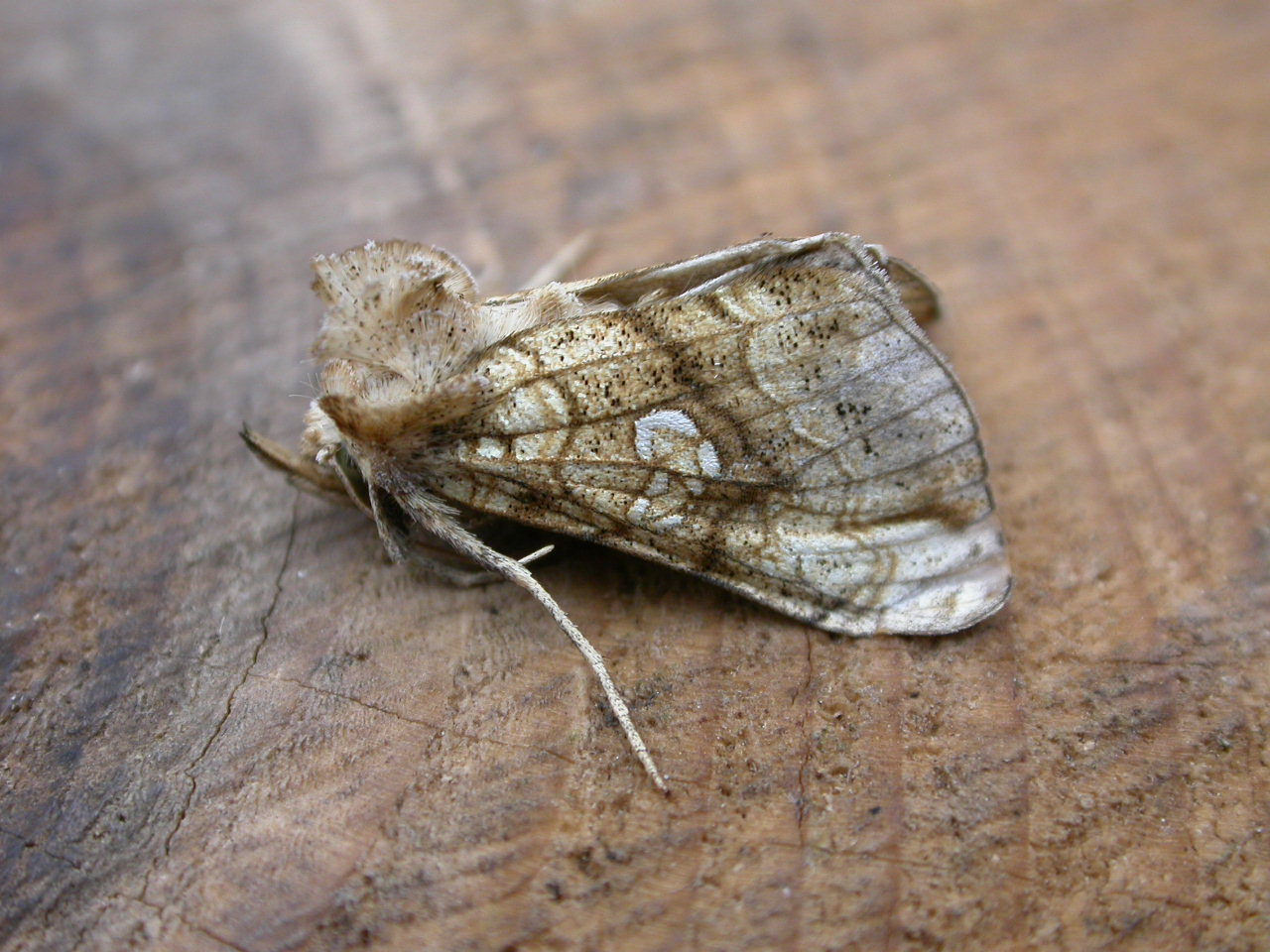